# Blonay Basket
El Blonay Basket es un equipo de baloncesto suizo con sede en la ciudad de Blonay, que compite en la LNB, la segunda división del baloncesto suizo. Disputa sus encuentros como local en la Salle Nouvelle Bahyse.

## Posiciones en Liga
- 2011 (1-1LN)
- 2012 (13-LNB)
- 2013 (12-LNB)

### Plantilla 2013-2014
| N.º | Nombre      | Nacionalidad     | Puesto |
| --- | ----------- | ---------------- | ------ |
| --  | Boris MBala | Bandera de Suiza | Pívot  |